# Базилика на Нептун
Базилика на Нептун (на латински: Basilica Neptuni) е обществена сграда построена през 1 век пр.н.е. от Марк Випсаний Агрипа на Марсово поле в Рим.

## История
Базиликата е част от мащабна строителна програма осъществена от добрия приятел и дясна ръка на Октавиан Август и която включва изграждането на сгради като Пантеона, Термите на Агрипа и Септа Юлия. Тя обикновено се идентифицира със стоата на Посейдон (или Посейдион), която според Дион Касий е изградена през 25 г. пр.н.е. от Агрипа в чест на неговите морски победи в сраженията при Миле и Наулох срещу Секст Помпей, и при Акций срещу Марк Антоний. Съществуват и мнения, които отъждествяват, поради даденото от Касий описание, стоата с Портика на Аргонавтите, който като част от Септа Юлия също е построен от Агрипа.
По времето на император Тит сградата е разрушена или тежко повредена вследствие на големия пожар разразил се на Марсово поле през 80 година от новата ера. Дали скоро след това бедствие са последвали възстановителни работи не е ясно, но със сигурност е известно, че няколко десетилетия по-късно базиликата е била реконструирана от император Адриан наред с други сгради в близката околност.
След античността, подобно на много други сгради, Базиликата на Нептун е била изоставена и разрушена като строителния материал и мраморната украса били използвани за различни други строежи.

## Местоположение
Базилика на Нептун е спомената в регионален каталог от 4 век (Curiosum) като разположена в Регион IX Циркус Фламиниус. Сградата е долепена за гърба на Пантеона, а от южната ѝ страна са се намирали Термите на Агрипа.

## Архитектура
Оцелялата до днес конструкция е част от възстановяването на базилика от времето на Адриан, когато е възстановен и Пантеона, но по-голямата ѝ част стои под улици и близки сгради на юг.
Част от съвременните изследователи изтъкват, че по своята форма и план сградата има повече общо с големите централни зали на имперските терми отколкото с класическите римски базилики. Рисунки направени от Андреа Паладио, потвърдени от археологически разкопки показват, че тя е представлявала голяма правоъгълна зала с правоъгълни ниши от западната и източната страна, както и с голяма полукръгла ниша от северната страна. Покривът е бил сводест и разделен на три части. Осем колони в коринтски стил поддържали масивен антаблеман чиито фриз бил декориран с морски мотиви. Главният вход вероятно е свързал базиликата с Термите на Агрипа, но връзка с Пантеона не е имало.
- Базиликата и Пантеона
- Една от осемте колони поддържали покрива
- База и част от ствол на колона
- Капител на колона и част от фриз декориран с морски мотиви
- Фриз декориран с морски мотиви